# The Valentyne Suite
The Valentyne Suite – drugi album grupy Colosseum nagrany w czerwcu 1969 r. i wydany w listopadzie tego samego roku.

## Historia i charakter albumu
Prace nad nowym albumem trwały z przerwami, gdyż grupa musiała odbyć tournée po Wielkiej Brytanii, USA i Europie. Próby nowego materiał rozpoczęły się wiosną (być może dokonano wtedy próbnych nagrań). Prace kontynuowano w każdej przerwie między trasami koncertowymi.
Właściwe nagranie albumu znów nastąpiło błyskawicznie – pomiędzy 16 a 18 czerwca.
Album prezentował podobną tematykę muzyczną jak poprzednik: blues, rock, muzyka pod wpływem baroku. Jednak tym razem muzyka jest dojrzalsza i bardziej koherentna; nie przeszkadzają jej nawet momentami dość stereotypowe partie basowe Tony'ego Reevesa.

## Muzycy
Kwintet
- James Litherland – gitara, wokal
- Dave Greenslade – organy, pianino, wibrafon
- Dick Heckstall-Smith – saksofony
- Tony Reeves – gitara basowa. wokal
- Jon Hiseman – perkusja

Prawdopodobni muzycy dodatkowi
- Barbara Thompson – saksofon
- Jimmy Phillips – saksofon
- Dave Gelly – saksofon

## Spis utworów
| 1. | The Kettle (Heckstall-Smith/Hiseman)                                                     | 4:28  |
|    |                                                                                          |       |
| 2. | Elegy (Litherland)                                                                       | 3:13  |
|    |                                                                                          |       |
| 3. | Butty's Blues (Litherland)                                                               | 6:45  |
|    |                                                                                          |       |
| 4. | The Machine Demands a Sacrifice (Litherland/Heckstall-Smith/Pete Brown/Hiseman)          | 3:54  |
|    |                                                                                          |       |
| 5. | The Valentyne Suite: Theme One - January's Search (Greenslade/Hiseman)                   | 6:20  |
|    |                                                                                          |       |
| 6. | The Valentyne Suite: Theme Two - February's Valentyne (Greenslade/Hiseman)               | 3:36  |
|    |                                                                                          |       |
| 7. | The Valentyne Suite: Theme Three - The Grass Is Always Greener (Heckstall-Smith/Hiseman) | 6:57  |
|    |                                                                                          |       |
|    |                                                                                          | 35:13 |
|    |                                                                                          |       |

## Opis płyty
- Producent – Tony Reeves i Gerry Bron dla Hit Record Productions
- Nagrania – 16–18 czerwca 1969 r.
- Wydanie – listopad 1969
- Czas – 35 min. 13 sek.
- Projekt okładki – Marcus Keef
- Fotografie – Marcus Keef i Peter Smith
- Projekt wnętrza wkładki – Linda Glover
- Tekst we wkładce – Jon Hiseman
- Firma nagraniowa – Vertigo (WB)
- Numer katalogowy – 1

Wznowienie na cd
- Remastering – Simon Heyworth
- Studio – Chop 'em Out
- Firma – Essential
- Numer katalogowy – ESMCD 642

(na licencji z Castle Communications)